# Bernardo Melacci
Bernardo Melacci (Foiano della Chiana, 19 gennaio 1893 – Nocera Inferiore, 7 dicembre 1943) è stato un anarchico e antifascista italiano.
Poeta libertario, perseguitato politico. Figura popolare dell'antifascismo in Valdichiana.

## Biografia
Nasce in una famiglia di idee socialiste. Dopo le scuole elementari aiuta il padre nell'officina del paese. A 17 anni emigra a Genova per lavorare come meccanico alla Ansaldo. Qui, inserito in un'importante realtà industriale, frequenta ambienti sovversivi e partecipa a numerose agitazioni operaie. Richiamato in Marina trascorre da imbarcato gli anni della guerra. Matura le sue idee anarchiche dopo aver conosciuto personalmente Errico Malatesta durante una navigazione. Tornato al paese fonda il gruppo anarchico "Pietro Gori" di Foiano della Chiana.
Gli anarchici in Val di Chiana sono molto attivi e impegnati contro lo squadrismo e nelle lotte delle leghe contadine. Così in località Renzino rimangono uccisi tre fascisti di ritorno da una spedizione punitiva. Segue una sanguinosa rappresaglia contro la popolazione che causò nove morti. Melacci è arrestato e incarcerato.
Gravissime le imputazioni per i 35 accusati dell'imboscata. Il processo si svolge nel 1924 alla Corte d'Assise di Arezzo. Il tribunale commina complessivamente oltre tre secoli di carcere. Melacci è condannato a 30 anni (che sconterà fino al 1935) passando da Arezzo alle carceri di Pesaro; e poi ai penitenziari di Imperia, Porto Longone, Parma e Pianosa.
Dimesso dal carcere in seguito ad amnistia ritorna a casa. Ma solo per tre giorni. Gli vengono inflitti tre anni di confino. Inviato alle Tremiti nel 1937 si dedica alla propaganda delle idee anarchiche fra i numerosi giovani confinati facendosi iniziatore di una rivolta contro l'imposizione del saluto romano. Arrestato insieme ad altri cento e imputato di essere stato il promotore della protesta. L'ultimo periodo di carcerazione dà il colpo di grazia alla sua salute già minata dai lunghi anni di reclusione. Condannato ad altri cinque anni, nel 1938 viene ricoverato in manicomio. Durante le varie detenzioni scrive lettere e poesie. Muore nel Manicomio di Nocera Inferiore.
Nel 2005 si pubblicheranno le sue poesie. 
A Foiano della Chiana nella sua casa natale è stata apposta una lapide alla memoria.